# (19981) Bialystock
(19981) Bialystock est un astéroïde de la ceinture principale.

## Description
(19981) Bialystock est un astéroïde de la ceinture principale. Il fut découvert le 29 décembre 1989 à l'Observatoire de Haute-Provence par Eric Walter Elst. Il présente une orbite caractérisée par un demi-grand axe de 3,19 UA, une excentricité de 0,21 et une inclinaison de 14,6° par rapport à l'écliptique.

## Compléments